# Lehtolampi
Lehtolampi är en sjö i Finland. Den ligger i kommunen Kuhmo i landskapet Kajanaland, i den östra delen av landet, 500 km nordost om huvudstaden Helsingfors. Lehtolampi ligger 220 meter över havet. Arean är 6,7 hektar och strandlinjen är 1,22 kilometer lång. Sjön  ingår i Kems huvudavrinningsområde. 